# Carpaneto (Tizzano Val Parma)
Carpaneto è una frazione del comune di Tizzano Val Parma, in provincia di Parma.
La località dista 1,51 km dal capoluogo.

## Geografia fisica
Carpaneto sorge alla quota di 590 m s.l.m., sul versante sinistro della Val Parmossa; a monte dell'abitato, a poca distanza si trova la località di Cerreto.

## Origini del nome
Il toponimo della frazione è legato all'antica presenza in zona di boschi di carpini.

## Storia
Il borgo fu fondato in epoca medievale; la più antica testimonianza della sua esistenza risale al 30 dicembre 1196, quando la località di Cereto fu menzionata in un documento.
A servizio del centro abitato fu edificata in seguito una cappella, citata per la prima volta nel 1230.
A difesa della zona sorgeva il castello di Tizzano, appartenente almeno dalla seconda metà del XVI secolo ai Terzi; il 19 agosto 1387 la contea fu assegnata a Niccolò Terzi il Vecchio dall'imperatore del Sacro Romano Impero Venceslao di Lussemburgo, con diploma sigillato a Norimberga.
In seguito all'assassinio di Ottobuono de' Terzi nell'agguato di Rubiera del maggio 1409, il maniero fu occupato dai Fieschi. Pochi anni dopo, Niccolò de' Terzi, il Guerriero, figlio di Ottobuono, riottenne dal duca di Milano Filippo Maria Visconti la contea, che mantenne fino al 1449, quando fu costretto alla fuga in seguito alla presa del potere da parte di Francesco Sforza; quest'ultimo investì del feudo il conte Pietro Ghirasio da Contrano, il cui figlio Agolante dopo alcuni anni alienò il castello al marchese Gianfrancesco I Pallavicino all'insaputa del fratello maggiore Anfitrione.
Alla morte di Rolando Pallavicino nel 1529, il feudo fu a lungo conteso tra i suoi generi e dopo alcuni anni fu acquistato dal duca di Parma Ottavio Farnese. Nel 1650 il duca Ranuccio II Farnese investì del feudo il marchese Domenico Doria, i cui discendenti ne mantennero il possesso per oltre un secolo; dopo la morte di Maria Maddalena Doria alla fine del XVIII secolo, la contea fu assegnata al marchese Troilo Venturi, che ne conservò i diritti fino alla loro abolizione sancita dai decreti napoleonici del 1806.

## Monumenti e luoghi d'interesse

### Chiesa di Sant'Andrea Apostolo

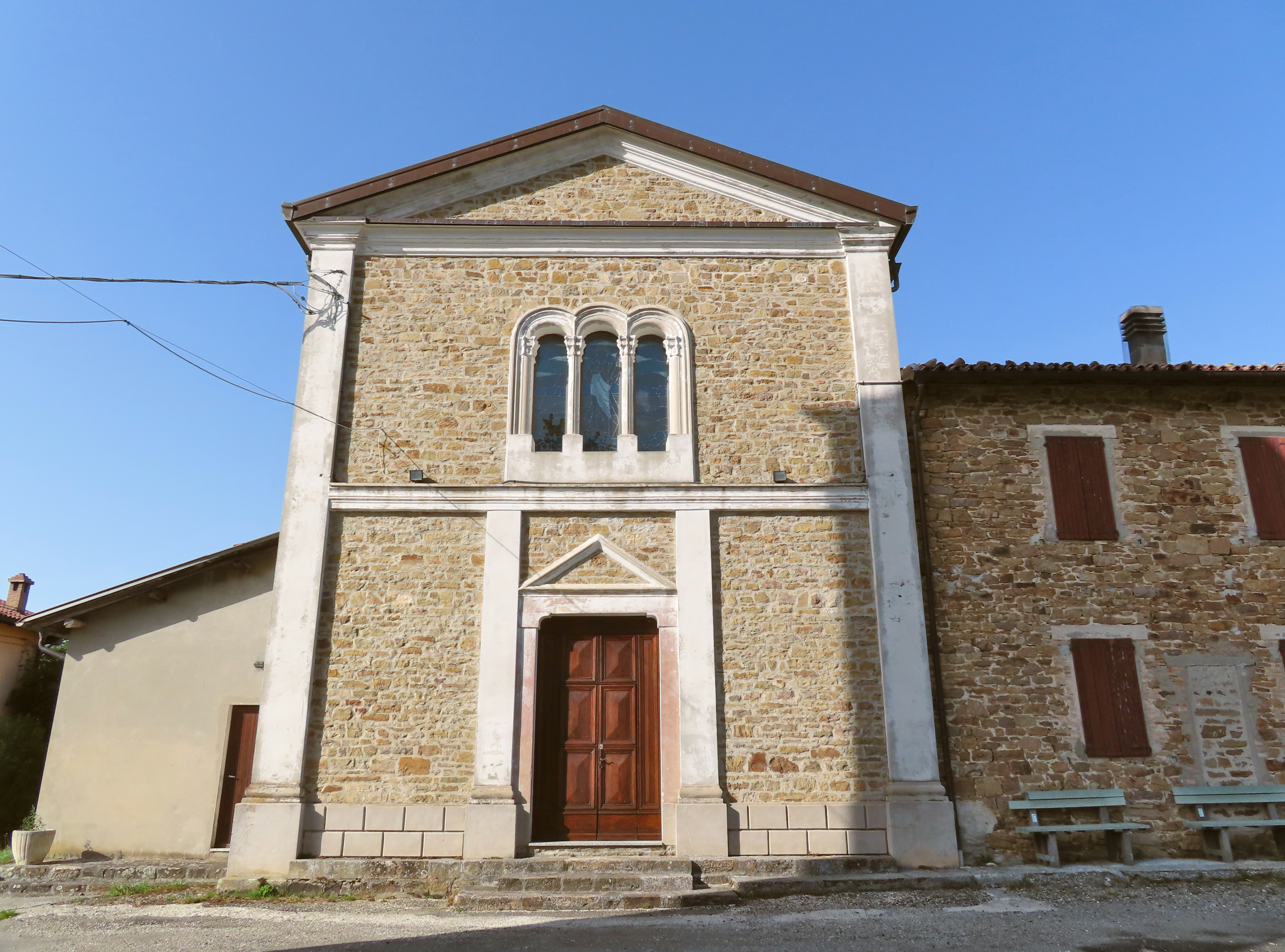
Chiesa di Sant'Andrea Apostolo

Menzionata per la prima volta nel 1230, la cappella originaria, situata in località Cerreto, fu elevata a sede parrocchiale autonoma nel 1564; ricostruita agli inizi del XVIII secolo, fu distrutta da un devastante terremoto nel 1920; riedificata tra il 1926 e il 1928 a Carpaneto, fu affiancata dal campanile nel 1962. La chiesa, sviluppata su una pianta a navata unica affiancata da una cappella per lato, presenta una simmetrica facciata a capanna in pietra, elevata su due ordini e dominata dal frontone triangolare di coronamento; all'interno l'aula, decorata con una serie di lesene, si conclude nel presbiterio absidato e accoglie alcune opere di pregio provenienti dall'antico luogo di culto.

### Corte
Costruita a partire dalla casatorre angolare risalente al XVII o XVIII secolo, la corte fu in seguito ampliata con una serie di edifici a schiera di dimensioni differenti. Il complesso, realizzato in pietra, è dominato dalla torre, caratterizzata dalla presenza di tre livelli di piccole finestre delimitate da grandi cornici in arenaria; in sommità si erge sopra a un cornicione in aggetto la colombaia.